# Anna-Lena Grönefeld
Anna-Lena Grönefeld (født 4. juni 1985 i Nordhorn, Niedersachsen, Vesttyskland) er en professionel tennisspiller fra Tyskland.
Hun har vundet en enkelt WTA-titel og den højeste rangering var som nr 14 d. 17. april 2006.